# 长洲炮台
长洲炮台，位于中国广东省广州市黄埔区长洲岛，为广州市的一个市、县级文物保护单位，类型为近现代重要史迹及代表性建筑，公布时间为1999年7月。

## 历史
长洲岛地处防卫广州海路要冲。清政府设粤海关黄埔分关时，即在此修筑长洲炮台。现存的江防炮台遗址群，主要排列在长洲岛东部，位于黄埔军校旧址左侧后，与南岸沙路炮台、北端鱼珠炮台、蟹山炮台彼此成犄角之势，构成长洲要塞。清光绪光绪十年（1884年），又在岛上新建了白鹤岗炮台、白兔岗炮台、新西岗炮台、蝴蝶岗炮台、大坡地炮台，炮位计有15座，最大的一尊炮，安置于新西岗炮台，口径为24厘米。各炮台分别建在长洲岛东南方向的7个山岗上，全长近2公里，成扇面形，由北向南依次排列，各炮位之间距离不等，所配置大炮的数量和炮位的大小也因为地势而不同。各炮位阵地均有辅助设施，如兵勇宿舍、弹药库等。巷道及房间通风良好，其建筑是砖石结构，水泥抹面，均有拱顶、厚壁。清末民初，在岛上成立长洲要塞司令部，管辖炮台各炮位。白鹤岗炮台在长洲各炮台中规模最大，是长洲炮台司令的指挥台。晚清时期，长洲炮台常驻兵达1000余人。
黄埔军校创办后，大坡地炮台曾被用作军校的营房、教室和训练场，蝴蝶岗炮台曾作为国民革命军总司令部海军处处长林振雄的暂时居所。因年久失修，各炮台大多被弃置毁坏或作别用。1999年，长洲炮台被列为广州市文物保护单位。

## 名录
| 名称       | 图片 | 炮位数 | 海拔  | 地点                                                    | 备注                                              |
| ---------- | ---- | ------ | ----- | ------------------------------------------------------- | ------------------------------------------------- |
| 白兔岗炮台 |      | 2      | 约40m | 长洲街道长洲社区金洲路70号（4801厂区内）                |                                                   |
| 白鹤岗炮台 |      | 3      | 约30m | 长洲街道长洲社区福聚坊十六巷后白鹤岗上                  | 现对外开放                                        |
| 大坡地炮台 |      | 3      | 约20m | 长洲街道长洲社区长洲水泥厂宿舍区内                      | 现炮台四周已筑围墙，待修复                        |
| 旧西岗炮台 |      | 2      | 约40m | 长洲街道长洲社区旧西岗上（4801厂职工宿舍后山）          |                                                   |
| 新西岗炮台 |      | 1      | 约50m | 长洲街道长洲社区新西岗上 距离旧西岗炮台约500m           | 现炮位已毁，被土填平                              |
| 蝴蝶岗炮台 |      | 2      | 约30m | 长洲街道长洲社区蝴蝶岗（黄埔造船厂技校后山）            |                                                   |
| 四缝炮台   |      | 2      | 约20m | 长洲街道长洲社区长洲水泥厂宿舍区内 距离大坡地炮台约150m | 已毁，原址建起房屋。 2015年重新核定公布中去除此项 |

长洲炮台的历史年代为清代。